# 1962
Cette page concerne l'année 1962 (MCMLXII en chiffres romains) du calendrier grégorien. Pour l'année 1962 av. J.-C., voir 1962 av. J.-C.
L'année 1962 est une année commune qui commence un lundi.

## En bref
- 29 janvier : la conférence de Genève sur le désarmement est ajournée[1]. Elle reprend le 14 mars, sans la France.
- 14 mars : ouverture à Genève des travaux du comité des dix-huit puissances sur le désarmement[1].
- 18 mars : accords d’Évian par lesquels l’Algérie devient indépendante (effectifs le 5 juillet).
- 5 -8 avril : la Libye et l’Indonésie adhèrent à l’OPEP lors de la quatrième Conférence de l’organisation tenue à Genève[2].
- 18 septembre : 17e assemblée générale de l’ONU. Admission de la Jamaïque, du Rwanda, du Burundi et de Trinité-et-Tobago. L’Algérie est admise le 5 octobre, l’Ouganda le 25 octobre[3].
- 11 octobre : ouverture du concile Vatican II.
- 16-28 octobre : crise des missiles de Cuba.
- 5 novembre : la commission politique de l’ONU se prononce en faveur de l’arrêt de tous les essais nucléaires à compter du 1er janvier 1963[4].

## Événements

### Afrique
- 12 janvier : reprise des négociations entre le Mali et la France à Paris. Elles définissent la coopération économique, financière et culturelle française entre les deux pays et s’achèvent par une série d’accords signés à Matignon et à Bamako[5].
- 19 janvier : interdiction des partis d’opposition au Tchad à l’exception du Parti progressiste tchadien[6].
- 30 janvier : 
  - la XVIe session de l’ONU inscrit la question de l’Angola à l’ordre du jour[7]. Les représentants des États africains condamnent unanimement les agissements du Portugal.
  - début au Tanganyika (Tanzanie en 1964) d’une étrange épidémie de fou rire qui dure 6 mois[8].
- 14 février-6 avril : Lancaster House conference, conférence sur la Constitution du Kenya présidée par le secrétaire d’État aux colonies Reginald Maudling[9].
- 1er mars : autonomie interne de l’Ouganda, à la suite de troubles[10].
- 4 mars : le vol 153 Caledonian Airways s’écrase peu après le décollage à Douala[11].
- 27 mars : l’UPA devient le Front national de libération de l’Angola ; le 3 avril, le chef des nationalistes angolais Roberto Holden forme à Léopoldville un gouvernement provisoire de la république d’Angola (GRAE, Gouvernement révolutionnaire de l’Angola en exil)[12].
- 12 mai : traité instituant l’Union monétaire ouest-africaine (UMOA)[13].
- 20-25 juin : fondation du FRELIMO, Front de libération du Mozambique par Eduardo Mondlane à Dar-es-Salam[14].
- 30 juin : Modibo Keïta retire le Mali de la zone franc et crée le franc malien et un Institut d’émission[15].

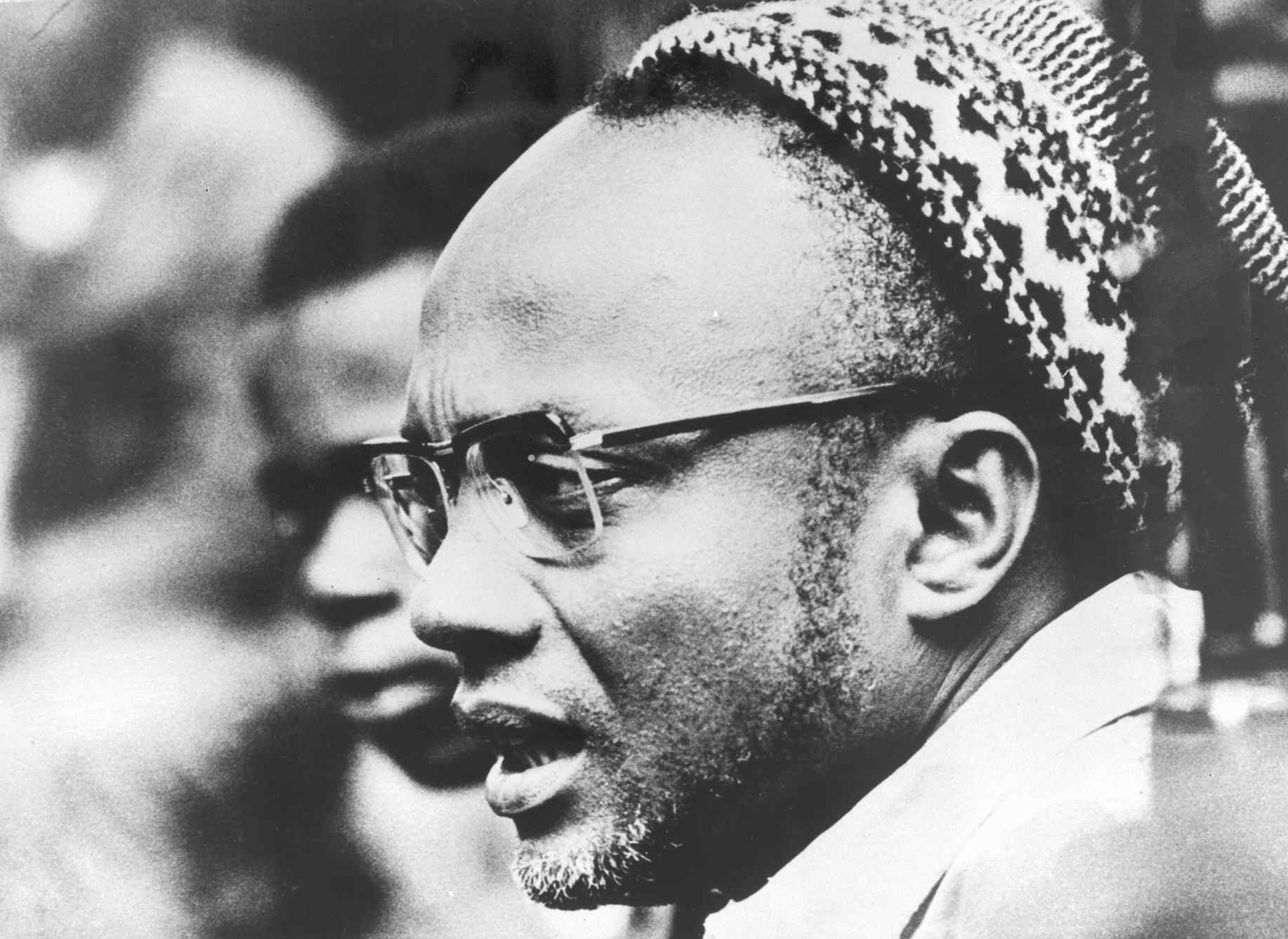
Amílcar Cabral lors du congrès du PAIGC en 1964.

- Nuit du 30 juin au 1er juillet : le PAIGC d’Amílcar Cabral isole la partie méridionale de la Guinée portugaise (Guinée-Bissau) par une série de sabotages qui déclenchent un exode des civils portugais. En décembre, la guerre de libération est définitivement installée (fin en 1974)[16],[17].
- 1er juillet : indépendances du Rwanda et du Burundi octroyées par l’Empire colonial belge[18]. Troubles ethniques au Rwanda (1962-1964)[19].
- 20 juillet : les commerçants maliens, inquiets du risque de dépréciation monétaire, provoquent de graves incidents à Bamako, suscitant des contre-manifestations et entraînant 91 arrestations, dont celle de Fily Dabo Sissoko et Hammadoun Dicko, condamnés à mort pour « tentative de coup d’État », puis graciés en octobre[20].
- 5 août : arrestation de Nelson Mandela par le gouvernement sud-africain[21].
- 7 septembre : au Ghana, les parlementaires du CPP offrent la présidence à vie à Kwame Nkrumah, qui refuse le 2 octobre. Le 11 septembre, l’assemblée nationale vote une résolution appelant à instaurer un système de parti unique ; l’opposition à Nkrumah s’intensifie et des attentats à la bombe sont commis à Accra. Le 22 septembre, l’État d’urgence et le couvre-feu sont déclarés[22].
- 5 octobre : adoption de la loi sur la détention préventive au Tanganyika[23].
- 9 octobre : l’Ouganda prend son indépendance de l’Empire britannique au sein du Commonwealth (république en 1963)[10].
- 30 octobre : victoire électorale de l’UNIP de Kenneth Kaunda et de l’ANC de Harry Nkumbula (en) en Rhodésie du Nord[24]. La nouvelle Constitution Maudling permet la formation d’un gouvernement africain de coalition le 14 décembre[25].
- 31 octobre : l’Assemblée générale des Nations unies réclame sans effet au Royaume-Uni la suspension de la nouvelle constitution de la Rhodésie du Sud[26].

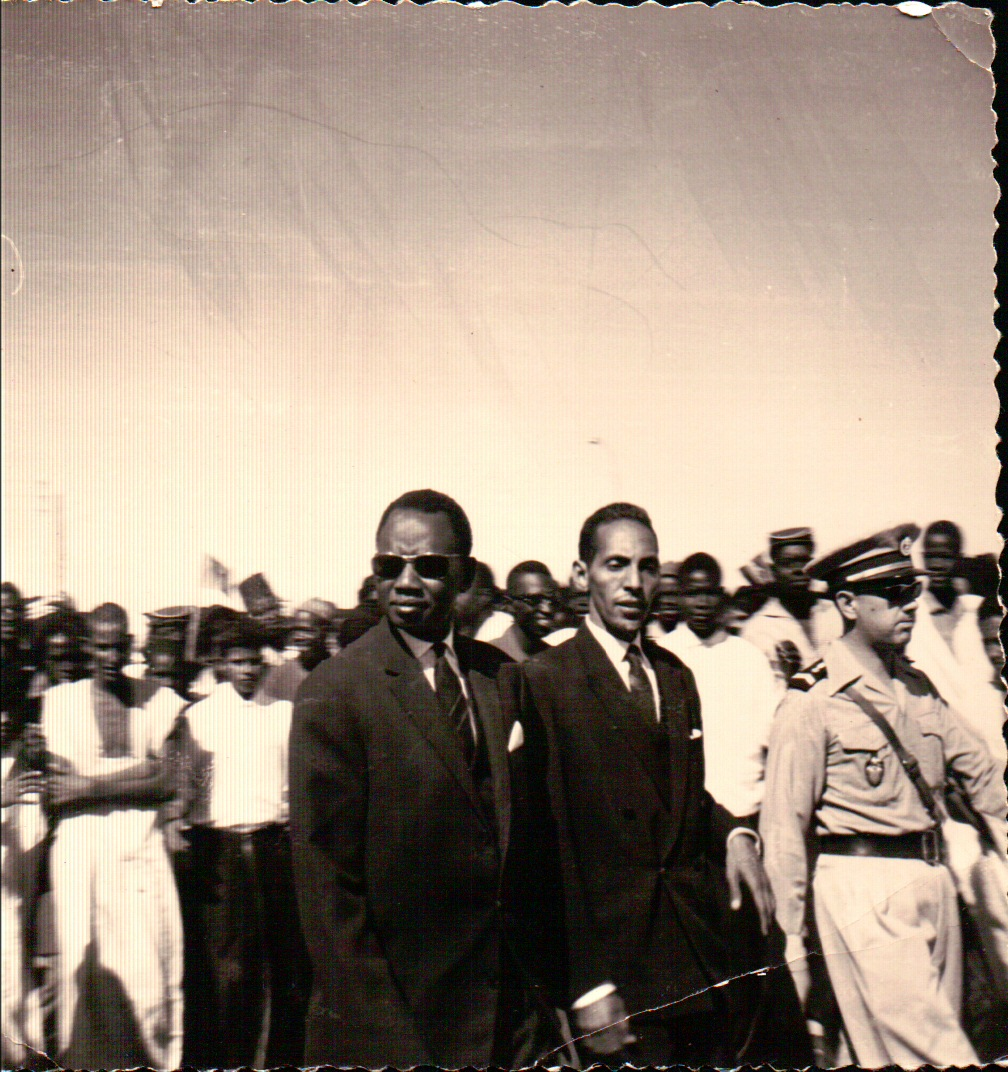
Mamadou Dia en visite à Zouerate en 1962.

- 6 novembre : condamnation par l’ONU de la politique de l’apartheid (résolution 1761)[27].
- 7 novembre, Afrique du Sud : Nelson Mandela, un des chefs de l’African National Congress, est condamné à cinq ans de prison pour incitation à la révolte[21].
- 9 novembre : accords de coopération économique et technique entre le Mali et la Chine[28].
- 14 novembre : à la suite de la rébellion nationaliste en Érythrée et au Tigré, Hailé Sélassié dissout la fédération. L’Érythrée devient une province de l’Empire d’Éthiopie[29].
- 11 - 18 décembre : premier Congrès international des africanistes au Ghana[30].
- 14 décembre : victoire électorale des conservateurs blancs du Front rhodésien en Rhodésie du Sud[31].
- 17 décembre : crise politique au Sénégal. Le Premier ministre Mamadou Dia, accusé par Léopold Sédar Senghor de préparer un coup d’État, est arrêté le lendemain puis condamné à la détention à perpétuité. Il sera libéré en 1974[32].

#### Afrique du Nord

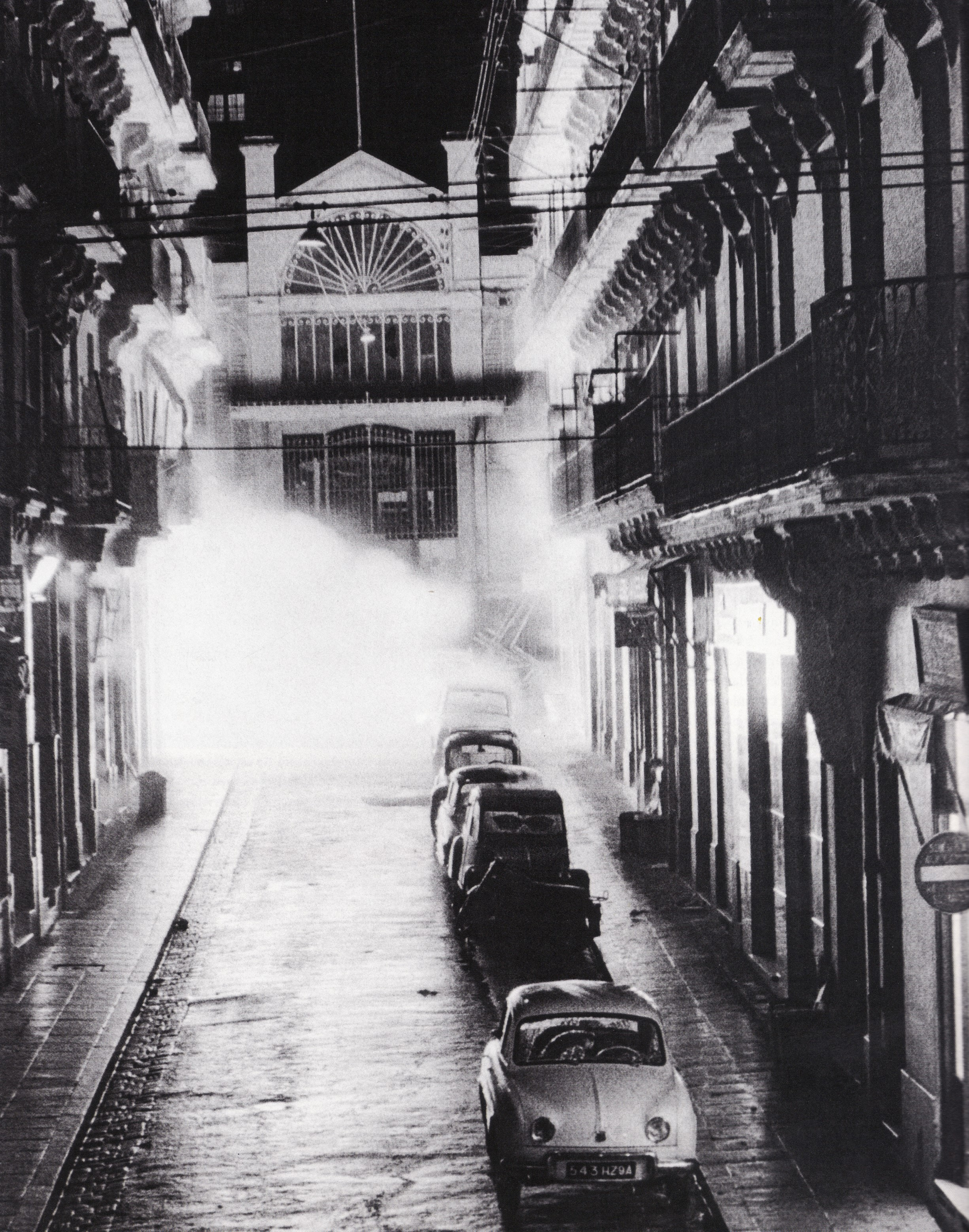
: explosion d'une bombe de l’OAS dans le quartier Bab-el-Oued à Alger.

- 3 mars : premier discours du trône du roi du Maroc Hassan II, qui annonce sa décision de nationaliser l’énergie électrique et les chemins de fer[33].
- 7 mars : ouverture des négociations d’Évian[34].
- 15 mars : assassinat de six dirigeants de centres sociaux à El Biar par l’OAS[35].
- 18 mars : accords d’Évian accordant l’indépendance à l’Algérie ; un cessez-le-feu est fixé au 19 mars[34]. Le Sahara est intégré à l’Algérie. La délégation française est conduite par Louis Joxe.
- 19 mars : entrée en vigueur du cessez-le-feu en Algérie qui ne sera jamais respecté ni par le FLN, ni par l’OAS[34]. En France, la commémoration de cette date pour célébrer la fin de la guerre d’Algérie divise les anciens combattants. Un référendum est annoncé le jour même pour le mois d’avril alors que Ahmed Ben Bella et ses compagnons sont libérés.
- 22 mars : l’OAS ouvre le feu sur les forces de l’ordre à Alger[35].
- 23 mars : blocus de Bab El-Oued[35]. De violents combats éclatent dans le quartier de Bab El-Oued à Alger : 20 morts.
- 26 mars : fusillade de la rue d’Isly. Quatre mille Pieds-noirs manifestent pacifiquement dans le quartier populaire de Bab El-Oued à Alger et approchent de la grande poste par la rue d’Isly, lorsqu’à 15 heures un soldat d’un barrage de l’armée française ouvre le feu sur la foule. Il est suivi par les autres militaires paniqués. La fusillade qui va durer douze minutes fait officiellement 46 morts (56 selon d’autres sources) et 150 blessés (200 blessés selon d’autres sources)[35].
- 4 avril : première réunion de l’exécutif provisoire dirigé par Abderrahmane Farès à Rocher Noir près d’Alger[35].
- 8 avril : les accords d’Évian sont approuvés par plus de 90 % des votants à l’issue du référendum organisé en métropole[34].
- 9 avril : fermeture des facultés à Alger, et le 11 d’une partie du port d’Alger à cause de l’OAS qui veut empêcher le départ des Européens ; le 27 avril, l’OAS s’attaque aux sociétés de réservations[36].
- 1er mai : accident nucléaire de Béryl dans le Sahara algérien, à In Ecker, dans le Tan Afella[37].
- 2 mai : terreur en Algérie. Un attentat terroriste à la voiture piégée est commis au port d’Alger par des membres de l’OAS. Il fait plus de 60 morts morts et 150 blessés. Le 10 mai, sept femmes de ménage algériennes qui travaillaient pour des familles européennes sont assassinées par l’OAS au centre d’Alger. En réaction, le Si Azzedine, commandant de la zone autonome d’Alger ordonne l’exécution de tous les Français détenus[38].
- 12 mai : télégramme du ministre d’État aux autorités militaires Louis Joxe au haut-commissaire en Algérie Christian Fouchet stipulant que « les supplétifs débarqués en métropole en dehors du plan général de rapatriement seront en principe renvoyés en Algérie »[39].
- 19 mai : début du rapatriement massif des européens d’Algérie. Un pont aérien est établi entre Alger et la France[36].
- 7 juin : les commandos Delta incendient la bibliothèque universitaire d’Alger. Point culminant de la « politique de la terre brûlée » menée par l’OAS[40].
- 17 juin : accords sur l’arrêt des violences entre Jean-Jacques Susini, représentant de l’OAS, et Chawki Mostefaï pour le FLN[36]. Le lendemain, plusieurs ministres du gouvernement provisoire de la République algérienne, dont Ben Bella, prennent position contre ces accords.
- 27 juin : capitulation de l’OAS[36].

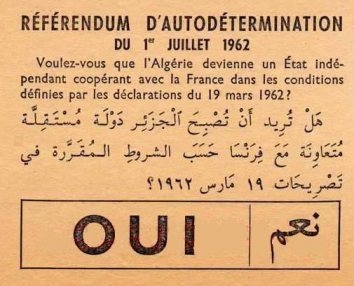
: référendum d’autodétermination en Algérie.

- 1er juillet : la population algérienne se prononce à 99,7 % des suffrages exprimés pour l’indépendance, lors du référendum d’autodétermination[34].
- 3 juillet : la France reconnaît officiellement l’indépendance de l’Algérie. Transfert de souveraineté à l’exécutif provisoire de l’État algérien[41]. Le gouvernement français donne l’ordre d’ouverture des frontières[42].

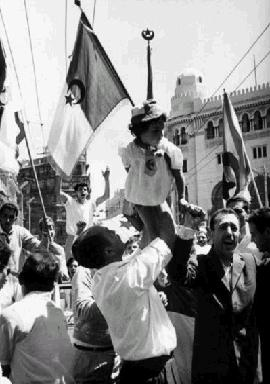
Population en liesse commémorant en 2007 la proclamation officielle de l’indépendance (5 juillet 1962)

- 5 juillet : fête de l’indépendance en Algérie[43]. À Oran, une fusillade provoque le massacre de civils européens par la foule algérienne. 145 décès sont officiellement recensés[44], mais il y aurait eu environ 700 morts ou disparus[45],[46],[47].
- 6 juillet : incidents à Tindouf et Saf-Saf, au Sahara algérien revendiqué par le Maroc[33].
- 11 juillet : Ben Bella arrive en Oranie pour former le « groupe de Tlemcen » opposé au gouvernement provisoire de la république algérienne[44]. Début de « l’été de la discorde ».
- 12 juillet : les troupes fidèles à Ben Bella occupent Oran[44].
- 17 juillet : début des massacres de harkis[48]. Le FLN massacre de 30 000 à 80 000 harkis[49].
- 3 août : Ahmed Ben Bella est accueilli triomphalement à Alger où il s’établit avec le bureau politique du FLN[44].
- 16 août : rétablissement des relations diplomatiques entre la France et la Tunisie[50].

- 9 septembre : L'Armée nationale populaire (ANP) commandée par le colonel Houari Boumédiène entre à Alger[44]. Fin du conflit algérien. Il a fait plus de 23 000 morts (dont 9000 accidentellement[49]) et près de 65 000 blessés sur un effectif total de deux millions de soldats français et 158 000 morts du côté de l’ALN[51]. Ceci ne comptabilise pas les civils, citadins et paysans surtout, ce qui porterait les pertes humaines algériennes à 230 000 (chiffres officiels en Algérie : 1 500 000)[49].
- 25 septembre : le président de l’Assemblée nationale algérienne élu le 20 juillet, Ferhat Abbas, proclame la république démocratique et populaire d’Algérie[36].

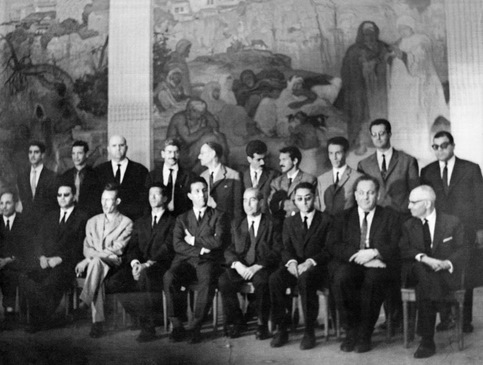
29 septembre : gouvernement Ben Bella.

- 29 septembre : à la suite de sa victoire sur le GPRA, Ahmed Ben Bella est investi Premier ministre de la République démocratique et populaire d’Algérie[36].
- 2-9 octobre : prise de possession de Tindouf par l’armée algérienne ; le 16 octobre, deux journaux de Rabat, La Nation africaine (gouvernemental) et El Alam (organe de l'Istiqlal) annoncent que « les accrochages qui se sont produits ces jours derniers à Tindouf auraient fait 130 morts du côté marocain »[52].
- 4 octobre : l’évacuation de la base navale de Bizerte par les Français est annoncée pour le 15 octobre 1963[53].
- 8 octobre : l’Algérie est admise à l’ONU en présence de Ben Bella[44].
- 16 novembre : l’opposant marocain Mehdi Ben Barka échappe à un attentat déguisé en accident de la circulation[33].
- 7 décembre : adoption de la Constitution par référendum au Maroc[33].
- 24 décembre : découverte en Tunisie d’un complot contre Habib Bourguiba[54].

### Amérique
- 1er janvier : en Uruguay, face à la corruption et au cynisme de la classe politique, s’organise le mouvement de libération nationale des Tupamaros[55] (du nom du chef inca Túpac Amaru II), fondé par Raúl Sendic.
- 2 janvier :
  - entrée en vigueur de l’ALALE (Association latino-américaine de libre-échange)[56].
  - arraisonnement du langoustier français Cassiopée par les autorités brésiliennes[57]. Début de la « guerre de la langouste » entre la France et le Brésil.
- 16 janvier : coup d’État militaire en République dominicaine, organisé par le président de la République Balaguer contre le Conseil d’État établit le 1er janvier, afin de le remplacer par une junte[58]. Rafael Filiberto Bonnelly (en) devient président le 18[59]. Un mouvement populaire permet le 19 janvier, un contre-coup d’État qui réinstalle le Conseil d’État. Rafael Filiberto Bonnelly garde son poste et Balaguer doit s’exiler.
- 22-31 janvier : conférence de l’Organisation des États américains (OEA) à Punta del Este (Uruguay). Cuba est exclu de l’Organisation le 14 février à cause du caractère marxiste-léniniste du gouvernement[60].

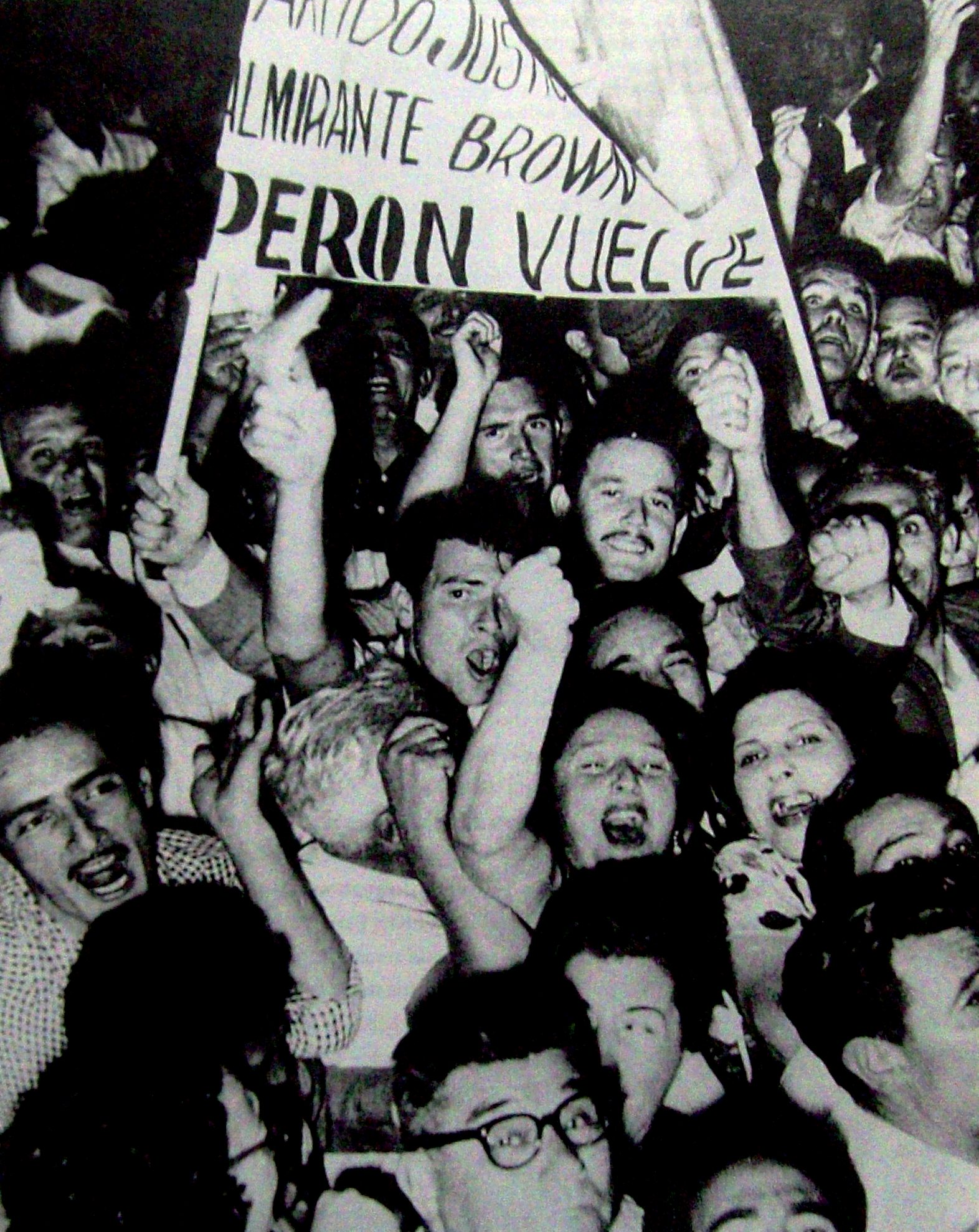
Manifestation péroniste lors des élections législatives en Argentine.

- 18 mars : défaite des partisans de Arturo Frondizi aux élections législatives et provinciales en Argentine[61]. Les péronistes arrivent en tête (35 %), suivis par la fraction radicale de Frondizi (28 %) et la fraction radicale adverse (22 %).
- 29 mars : les militaires déposent le président Frondizi et prennent le pouvoir en Argentine. Les États-Unis tolèrent le coup d’État. Le président du Sénat José María Guido prend le pouvoir et annule les élections du 18 mars[61].
- 10 avril : victoire du Parti travailliste de Jamaïque sur le Parti national du peuple aux élections législatives jamaïcaines ; Alexander Bustamante devient Premier ministre[62].
- 4 mai : El Carupanazo (en), rébellion militaire de la garnison de la base navale de Carúpano au Venezuela[63].
- 31 mai : dissolution de la Fédération des Indes occidentales[62].
- 2- 6 juin : El Porteñazo, rébellion militaire de la garnison de la base navale de Puerto Cabello au Venezuela contre le gouvernement de Rómulo Betancourt[63].
- 10 juin, Pérou : victoire de Víctor Raúl Haya de la Torre, fondateur de l’Alliance populaire révolutionnaire américaine aux élections présidentielles au Pérou sur Fernando Belaúnde Terry et Manuel A. Odría. Comme il n’a obtenu que 33 % des voix, il revient au Parlement, dominé par l’Alliance populaire révolutionnaire américaine, de désigner le vainqueur. Les militaires l’en empêchent, s’emparent du pouvoir le 18 juillet et annoncent de nouvelles élections pour 1963. Les États-Unis suspendent leur assistance économique et militaire et rappellent leur ambassadeur[64],[65].
- 15 juin : l’Acre est élevé au rang d’État[66].
- 6 août : la Jamaïque se proclame indépendante[62].
- 31 août : indépendance de Trinité-et-Tobago[67].
- 12 octobre : tempête du Columbus Day sur le Nord-Ouest Pacifique[68].
- 7 octobre[69], Brésil : le président João Goulart initie un plébiscite pour un retour à un régime présidentiel[70].
- 13 novembre : Convention d’association des Antilles néerlandaises avec la Communauté économique européenne[71].
- 21 novembre, Mexique : amendement constitutionnel controversé donnant au gouvernement le pouvoir d’obliger les employeurs à partager les bénéfices avec les travailleurs[72].
- 20 décembre : élection de l’opposant Juan Bosch à la présidence en République dominicaine (début de mandat le 27 février 1963). Sa volonté réformatrice s’avère suicidaire en ces temps d’hystérie anticommuniste[73].

#### Cuba
- 3 février : l’administration Kennedy annonce l’embargo total des États-Unis contre Cuba, qui prend effet le 7 février[74].
- 14 février : exclusion de Cuba de l’OEA[60].
- 16 mars : le président Kennedy refuse le projet de l’opération Northwoods soumis le 13 mars au secrétaire de la Défense des États-Unis Robert McNamara par l’état-major américain[75].
- 7 avril : les responsables de la tentative d’invasion de la baie des Cochons sont condamnés à 30 ans d’emprisonnement et 62 millions de dollars d’amende[74].
- 24 mai : la décision de déployer des missiles à Cuba (opération Anadyr) est adoptée par l’état-major soviétique. Le présidium soviétique la ratifie le 10 juin[76].
- 2 septembre : « renforcement » de l’aide militaire et technique soviétique à Cuba à l’occasion de la visite de Che Guevara à Moscou[74]. Des soldats soviétiques stationnent à Cuba.
- 4 et 13 septembre : les États-Unis mettent en garde Moscou contre l’installation d’armes offensives à Cuba[74].
- 11 septembre : Moscou met en garde Washington contre toute attaque contre Cuba[74].
- 2 octobre : opération Kama. Quatre sous-marins soviétiques équipés de torpilles nucléaire sont envoyés pour protéger la marine soviétique autour de Cuba[77].

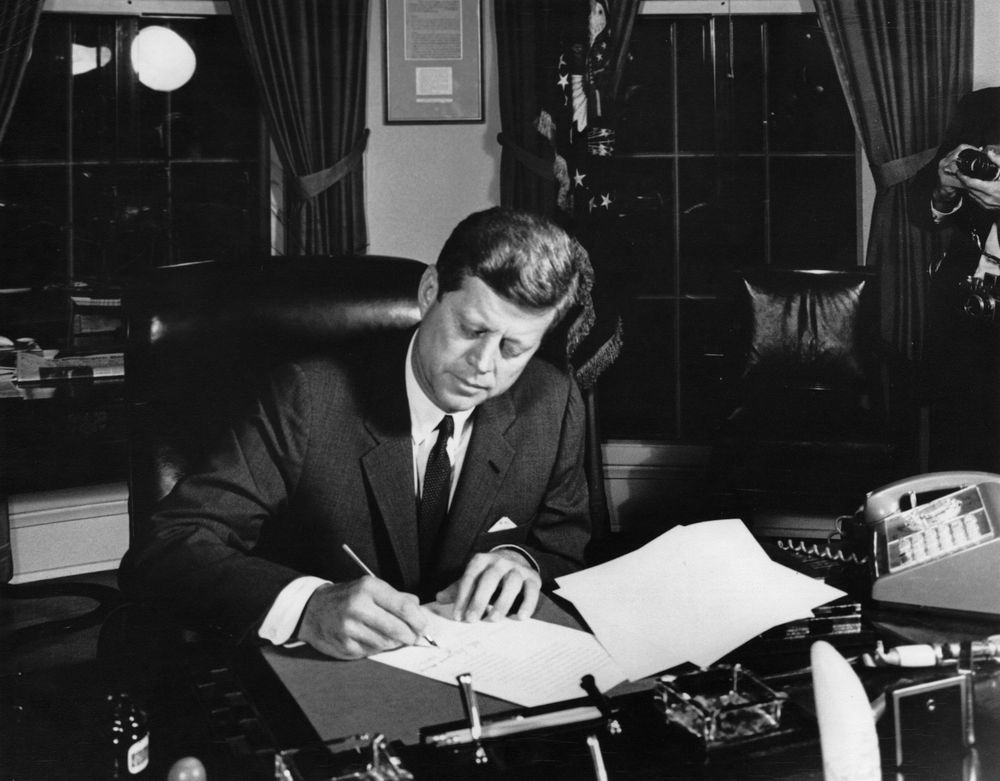
23 octobre : le Président Kennedy signe la proclamation autorisant la « mise en quarantaine » de Cuba.

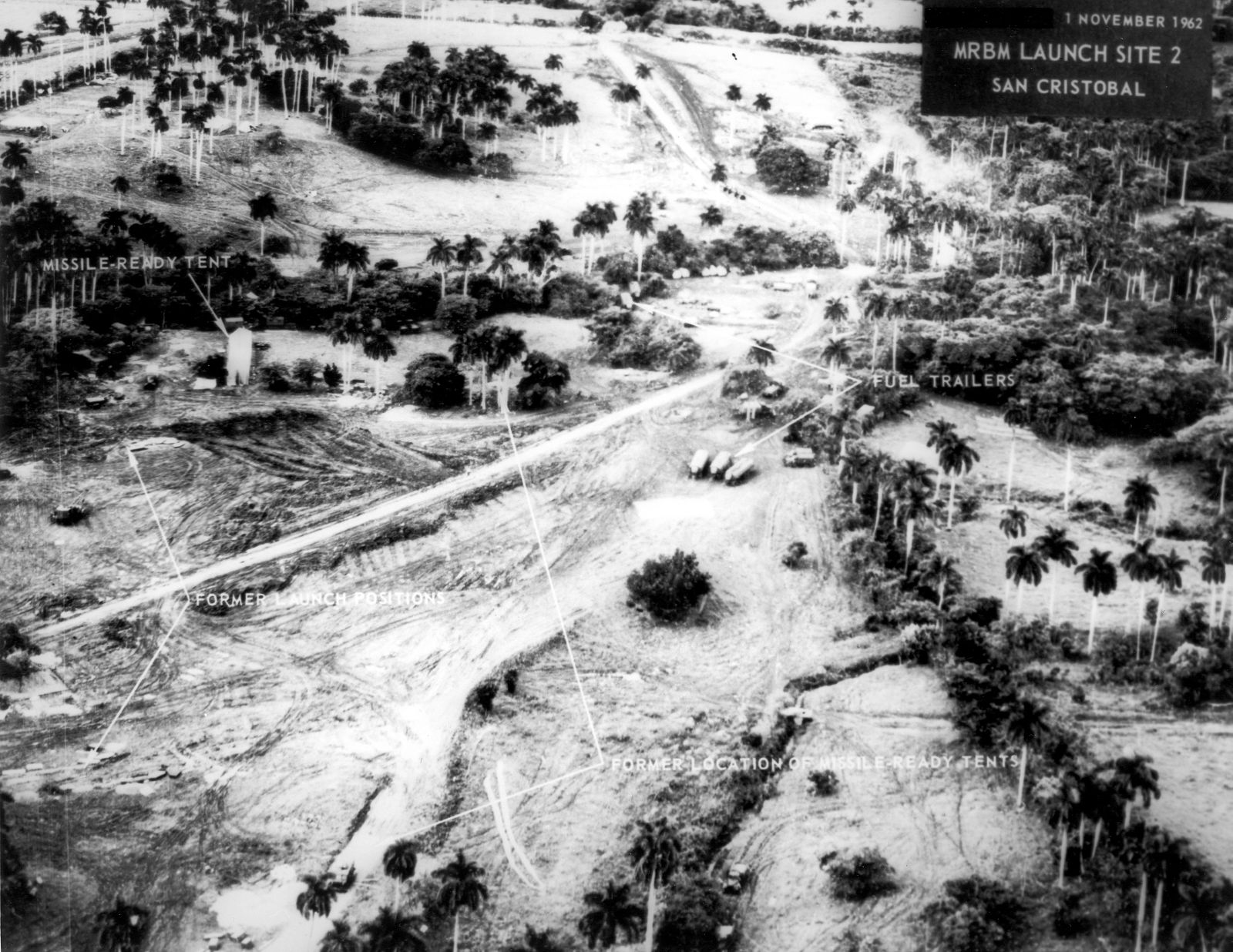
Photographie aérienne des missiles nucléaires soviétiques installés à Cuba prise le

- 16-28 octobre : crise des missiles de Cuba. John F. Kennedy révèle l’existence de bases de fusées soviétiques à Cuba, susceptibles d’atteindre le territoire américain. Le 22 octobre, il ordonne la « mise en quarantaine » de Cuba afin de prévenir toute nouvelle entrée d’armes et prépare un débarquement. Il menace l’URSS d’une riposte immédiate des États-Unis si les missiles venaient à être lancés. Le Conseil de sécurité des Nations unies est saisi[74].
- 25 octobre : les bateaux soviétiques en route pour Cuba font demi-tour[78].
- 26-27 octobre : à l’issue de négociation secrète, Khrouchtchev accepte de démanteler, sous le contrôle de l’ONU, les installations de fusées soviétiques et s’engage à cesser toutes nouvelles livraison d’arme à Cuba[74].
- 28 octobre : Nikita Khrouchtchev annonce le démantèlement des armes offensives installées à Cuba moyennant l’engagement de Washington de ne pas chercher à envahir Cuba et de retirer ses fusées de Turquie dans les six mois[78].
- 30 octobre : ultime échange de lettres entre Fidel Castro et Khrouchtchev[79].
- 19-20 novembre : Castro accepte le retrait des bombardiers soviétiques et Kennedy la fin de la quarantaine à Cuba. Le lendemain, Kennedy annonce la levée du blocus mis en place autour de l’île et le maintien des inspections aériennes[74]. Castro est tenu à l’écart des négociations et Cuba devient un satellite de Moscou.

### Asie et Pacifique
- 1er janvier : indépendance des Samoa occidentales vis-à-vis de la tutelle des Nations unies (Onu) et de l’administration de la Nouvelle-Zélande[80].
- 15 janvier : affrontement naval en mer d’Arafura entre l’Indonésie et les Pays-Bas ; le 17 janvier, les deux parties acceptent l’invitation de U Thant, secrétaire général des Nations unies, d’ouvrir des négociations sur la question de la Nouvelle-Guinée occidentale[81].
- 13 février : au Cambodge, Nhiek Tioulong est nommé Premier ministre[82].
- 19-25 février : élections législatives indiennes[83].
- 27 février : deux avions de chasse nord-vietnamiens bombardent le palais présidentiel à Saïgon[84]. Pas de victimes.
- 1er mars : le Pakistan se dote d’une constitution de type présidentiel[85].
- 2 mars : l’armée s’empare du pouvoir en Birmanie. Pendant les années 1960 et 1970, Ne Win tente de bâtir un gouvernement totalitaire efficace, d’établir sa légitimité auprès des Birmans et de maintenir l’autonomie du pays sur la scène internationale. Le 28 avril, le pays s’engage sur la « voie birmane vers le socialisme » menée à partir du 4 juillet par le Parti du programme socialiste de Birmanie, ce qui a pour conséquence une catastrophe économique sans précédent, accompagnée d’une diminution des libertés personnelles. Les principaux secteurs de l’économie sont étatisés[86]. Le gouvernement birman met l’accent sur l’autonomie de la Birmanie, en réduisant sa dépendance vis-à-vis de l’aide étrangère et en différant son adhésion à la Banque asiatique de développement (jusqu’en avril 1973).
- 6 mars : deux communistes, Aïdit et Lukman, entrent au gouvernement de Soekarno en Indonésie comme ministres sans portefeuille[87].

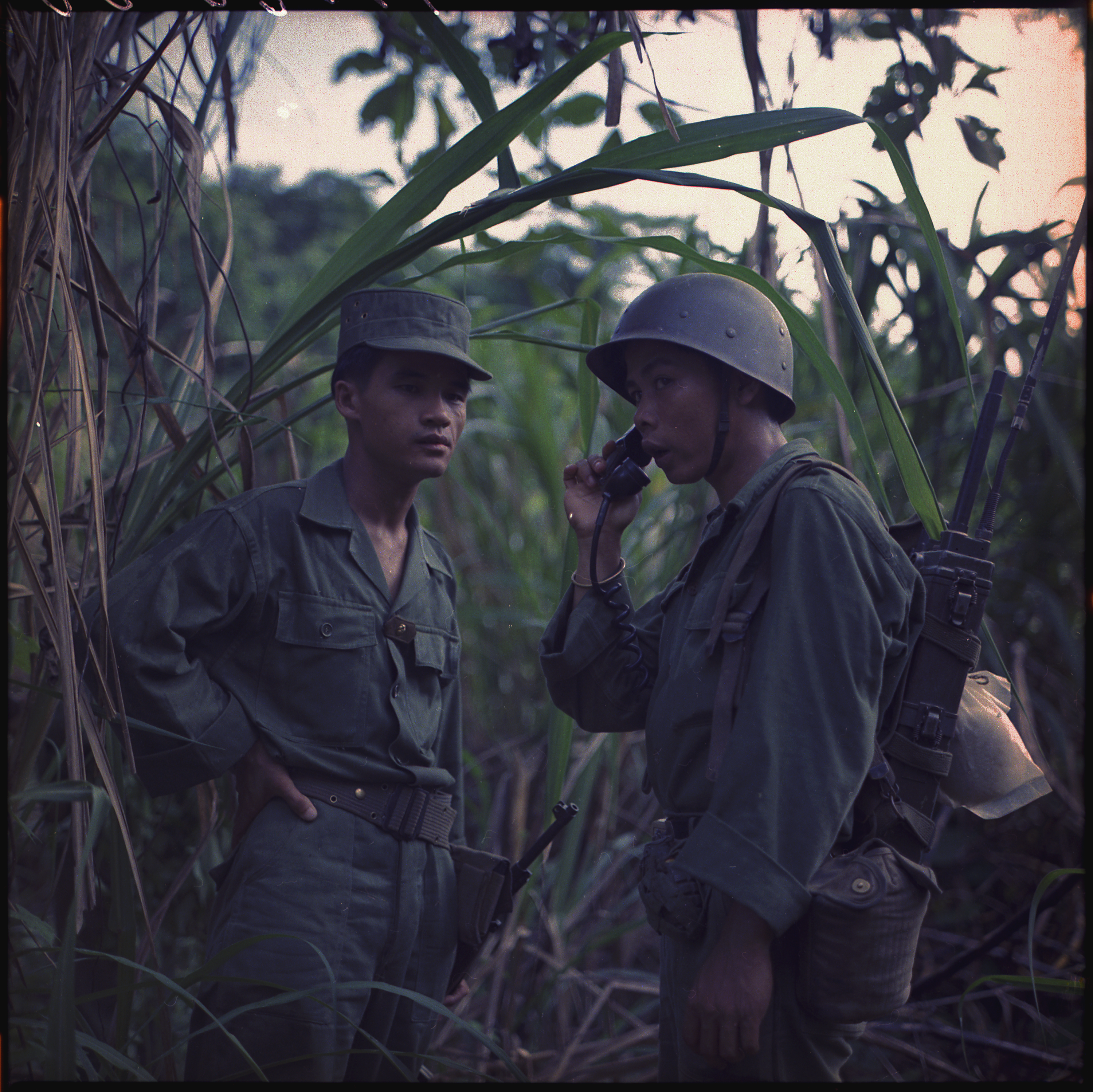
Guerre du Viêt Nam : entrainement de l’ARVN dans la jungle en mai 1962.

- 22 mars : début de l’opération Sunrise, mené par l’Armée de la République du Viêt Nam pour éliminer la guérilla Viet Cong de la province de Binh Duong, au Sud-Vietnam[84].
- 6 mai : les forces du Pathet Lao s’emparent de Nam Tha dans le Nord du Laos et franchissent la ligne de cessez-le-feu fixée en mai 1961[84].
- 17 mai : face à la progression des forces communistes au Laos, les États-Unis envoient des renforts dans le golfe de Siam (3rd Marine Expeditionary Brigade)[88].
- 18 mai : le panchen-lama Choekyi Gyaltsen rencontre le premier ministre chinois Zhou Enlai. et lui remet une Pétition en 70 000 caractères où il dénonce violemment la politique chinoise au Tibet[89].
- 21 mai : Commonwealth Electoral Act. Les Aborigènes d’Australie obtiennent le droit de vote[90].
- Nuit du 31 mai au 1er juin : exécution en Israël du criminel nazi Adolf Eichmann[91].
- 9 juin : la Mongolie rejoint le CAEM[92].
- 10 juin : élections législatives au Cambodge ; le Sangkum Reastr Niyum de Norodom Sihanouk rafle de nouveau la totalité des sièges[93].
- 23 juin : gouvernement de coalition de Souvanna Phouma (neutraliste) au Laos (fin en 1975)[94].
- Juin : fondation de Korean Air Lines, devenue Korean Air, la compagnie nationale coréenne[95].
- 23 juillet : après 14 mois de négociations, la conférence internationale de Genève reconnaît l’indépendance, la neutralité et l’intégrité du royaume du Laos[94].
- 6 août : au Cambodge, Chau Sen Cocsal est nommé Premier ministre[82].
- 15 août : accord de New York sur l’Irian ; l’ONU est chargée d’administrer le territoire jusqu’au 1er mai 1963, date à laquelle l’Indonésie le prendra en charge[81].
- 16 août : restitution officielle par la France à l’Union indienne des anciennes possessions de Pondichéry, Chandernagor, Yanaon, Karikal et Mahé[96].
- 1er septembre : un tremblement de terre de magnitude 7 fait 12 225 victimes à Qazvin dans le nord-ouest de l’Iran[97].

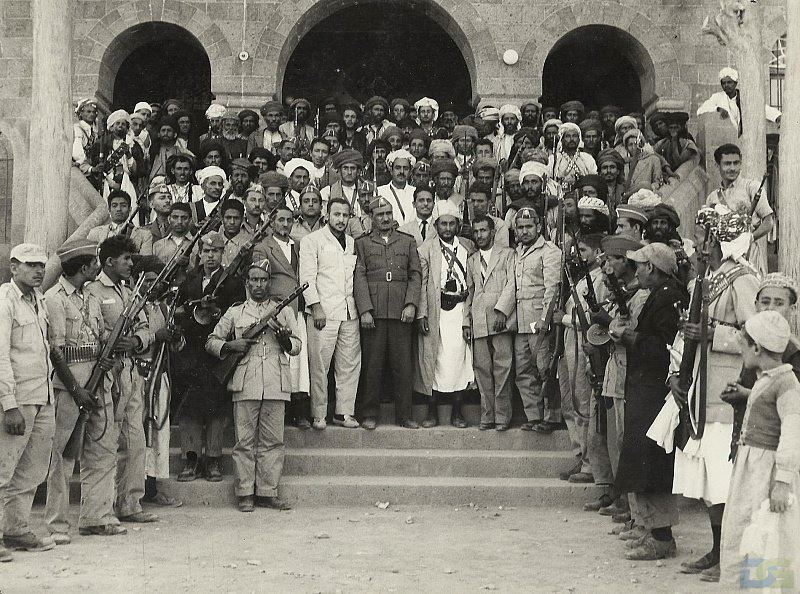
26 septembre : révolution au Yémen du Nord.

- 26 septembre : un groupe de militaires tente de renverser la monarchie au Yémen du Nord. Ils proclament la République, mais le souverain Muhammad al-Badr parvient à s’enfuir et à organiser la résistance[98]. En octobre, Nasser décide d’envoyer un contingent militaire contre la guérilla monarchiste, qui atteint rapidement 50 000 hommes. Le 19 décembre, les États-Unis reconnaissent la République yéménite et lui accordent une aide économique[99]. Début de la guerre civile du Yémen du Nord qui dure jusqu’en 1970.
- 1er octobre :
  - transfert du territoire de la Nouvelle-Guinée occidentale du Royaume des Pays-Bas, la puissance coloniale, à l’Autorité exécutive temporaire des Nations unies conformément à l’accord de New York[81].
  - envoi de missions d’enquêtes américaines dans les installations nucléaires israéliennes, condition pour que les États-Unis livrent directement des armes à Israël[100].
- 6 octobre : au Cambodge, Norodom Kantol est nommé Premier ministre[82].

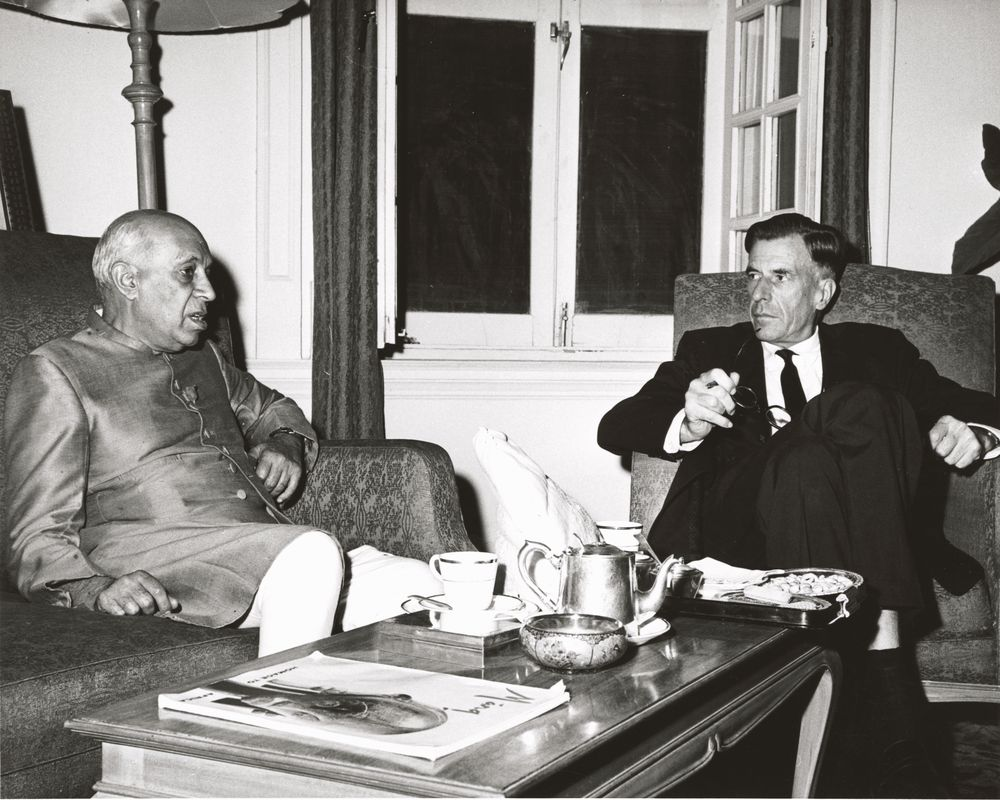
L’ambassadeur américain John Kenneth Galbraith et le Premier ministre indien Jawaharlal Nehru au moment du conflit frontalier sino-indien.

- 10 octobre : début du conflit sino-indien dans l’Himalaya. Offensive indienne à la frontière du Nord-Est (NEFA), aboutissement des très nombreuses tensions et incidents frontaliers entre les deux pays[101].
- 17 octobre : Faysal redevient Premier ministre en Arabie saoudite[102]. Il décide de rompre les relations diplomatiques avec l’Égypte, qui a multiplié les raids aériens sur le sol saoudien[103]. Le 6 novembre, il lance un programme de réformes sociales et économiques en dix points[104].
- 6 novembre : abolition de l’esclavage en Arabie saoudite[105]. 10 000 esclaves sont libérés sur un total estimé de 20 à 30 000.
- 9 novembre : mémorandum commercial entre la Chine et le Japon, accord semi-officiel entre les deux pays[106].
- 21 novembre : la Chine annonce un cessez-le-feu unilatéral et le retrait de ses troupes de 20 km pour le 1er décembre[107].
- 1er décembre : Nehru accepte le cessez-le-feu chinois et les deux armées se retirent de 20 km de part et d’autre de leurs positions[107].
- 10 - 12 décembre : conférence réunissant à Colombo six pays non-engagés (Ceylan, Birmanie, Cambodge, Indonésie, République arabe unie, Ghana) pour arbitrer le conflit sino-indien ; elle propose d’« amener les deux pays à engager des négociations pour consolider le cessez-le-feu et pour régler le problème des frontières entre eux »[108]. L’Inde perd plusieurs territoires, dont celui de l’Aksai Chin (42 735 km2). Après le conflit, Nehru est discrédité en Inde, l’Inde sur la scène internationale, et les crédits alloués à la défense sont considérablement augmentés.
- 16 décembre : nouvelle constitution au Népal qui entérine le changement politique. Les partis politiques sont interdits et le système consensuel des panchayat est mis en place[109].
- 17 décembre : la Constitution de la Corée du Sud est approuvé par référendum[110].
- 26 décembre : traité frontalier sino-mongol[111].
- 27 décembre- 16 mai 1963 : négociations vaines sur le problème du Cachemire entre Nehru et Zulfikar Ali Bhutto qui représente le Pakistan[112].

### Europe

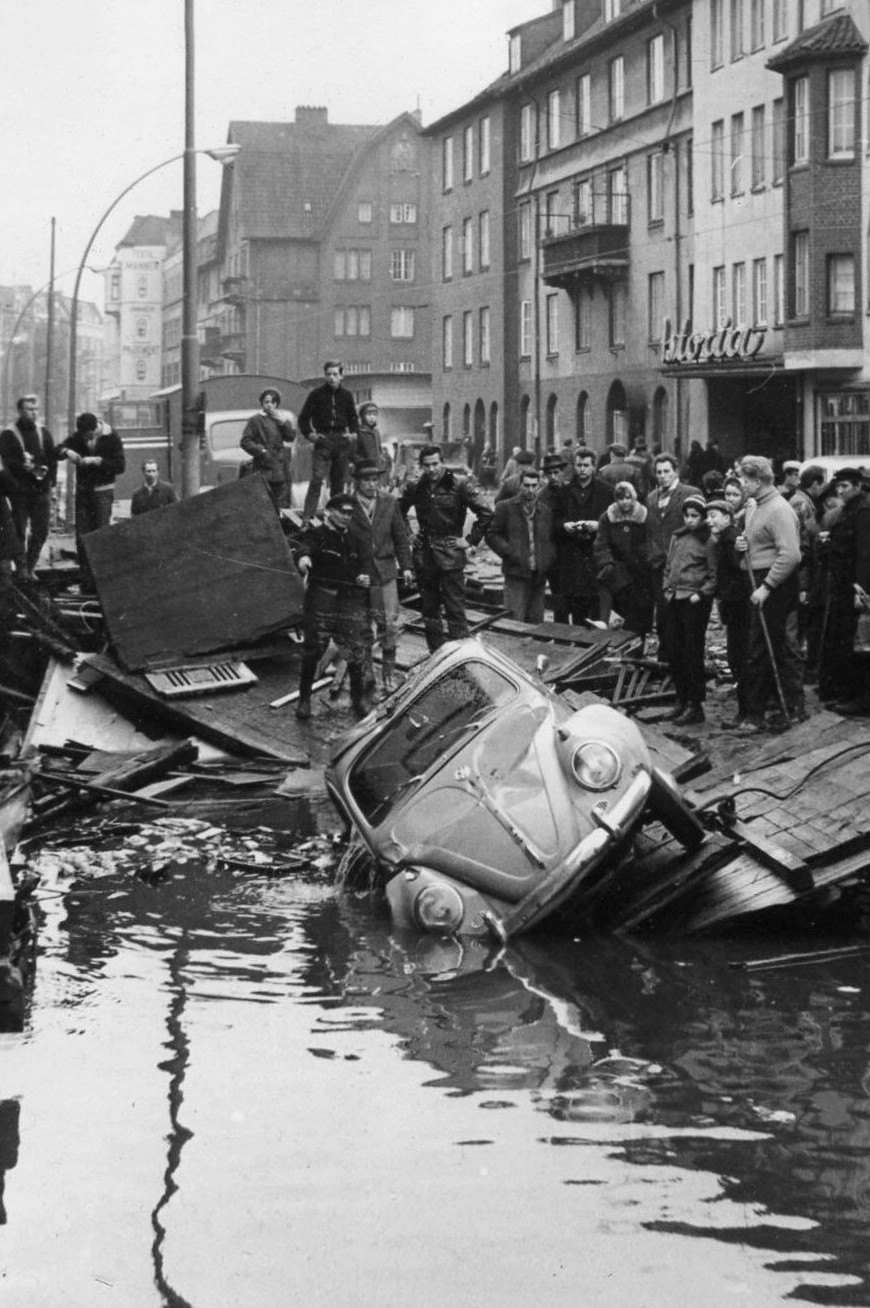
16-17 février : inondation à Hambourg.

- 1er janvier : échec du complot de Béja, visant à renverser le régime au Portugal[113].
- Création de la Brest Business School en 1962
- 14 janvier : lors du premier « marathon » agricole de Bruxelles au sein de la CEE, le Conseil adopte les grandes lignes de la Politique agricole commune (PAC) et du Fonds européen d’orientation et de garantie agricole (FEOGA)[114].
- 8 février : affaire de la station de métro Charonne. Une manifestation anti-OAS est sévèrement réprimée par les services de la préfecture de police alors sous la direction de Maurice Papon[115].
- 9 février - 7 mars : l’Espagne pose sa candidature à la CEE[116].
- 16 - 17 février : crue de l’Elbe qui entraîne la mort de 315 personnes à Hambourg ; elle est causée par une tempête qui empêche le fleuve de s’écouler normalement pendant deux jours. Le niveau de l’eau dans le port s’élève de 4,3 mètres[117].
- 7 mars : première réunion au Royaume-Uni du Conseil du développement économique (NEDC), qui consacre le principe de l’économie régulée[118].
- 23 mars : traité de coopération entre le Danemark, la Finlande, l’Islande, la Norvège et la Suède, signé à Helsinki (Conseil nordique)[119].
- 24 mars : début de la Crise Académica au Portugal provoquée par l’interdiction de commémorer le « Jour des Étudiants ». Les étudiants se révoltent, protestant contre la restriction des libertés, la répression est telle que le recteur Marcelo Caetano prend leur défense le 5 avril et démissionne le lendemain. Les troubles persistent malgré la répression[120],[121].
- 6 avril : Fernando Silva Pais est nommé directeur général de la Pide au Portugal[122].
- 7 avril : début de la grande grève des Asturies qui s’étend à toute l’Espagne[123].
- 18 avril : le Commonwealth Immigrants Act n’accorde l’autorisation d’émigrer au Royaume-Uni qu’aux personnes qualifiées ou pourvues d’un emploi[124].
- 6 mai : la conférence de l’OTAN à Athènes s’achève par la proposition du secrétaire d’État américain à la Défense, Robert McNamara, d’aboutir à une dissuasion par étapes[125].
- 14 mai : mariage de Juan Carlos et de Sophie de Grèce[126].
- 15 mai : lors d’une conférence de presse, Charles de Gaulle rejette l’Europe intégrée[127].
- 2-8 juillet : visite officielle de Konrad Adenauer en France. Le communiqué final annonce la prochaine réconciliation franco-allemande[128].
- 12 juillet : premier concert public du groupe anglais The Rolling Stones, à Londres, au Marquee Club[129].
- 13 juillet : Night of the Long Knives. Remaniement ministériel au Royaume-Uni. Sept membres du gouvernement Macmillan sont remerciés[130].
- 26 juillet : Macmillan annonce l’institution au Royaume-Uni d’une Commission nationale des revenus (NIC), pour éviter les effets néfastes de l’emballement des salaires sur les prix[131].
- 1er août : entrée en vigueur de la politique agricole commune (PAC)[132].
- 14 août : jonction des équipes de forage françaises et italiennes du tunnel du Mont-Blanc[133].
- 22 août : attentat du Petit-Clamart[128].
- 4-9 septembre : première visite du général Charles de Gaulle à Bonn, qui scelle la réconciliation franco-allemande[128].
- 10-19 septembre : conférence des Premiers ministres du Commonwealth à Londres. Elle aborde principalement le sujet de l’adhésion du Royaume-Uni à la CEE et l’impact d’une telle mesure sur les échanges entre la Grande-Bretagne et le Commonwealth[134].
- 12 septembre : arrestation de John Vassall (en), fonctionnaire de l’Amirauté au Royaume-Uni. Il est condamné en octobre à 18 ans de prison pour avoir vendu des secrets militaires à l’URSS[135].
- 8-9 octobre : reprise à Bruxelles des négociations d’entrée du Royaume-Uni dans la CEE[136].

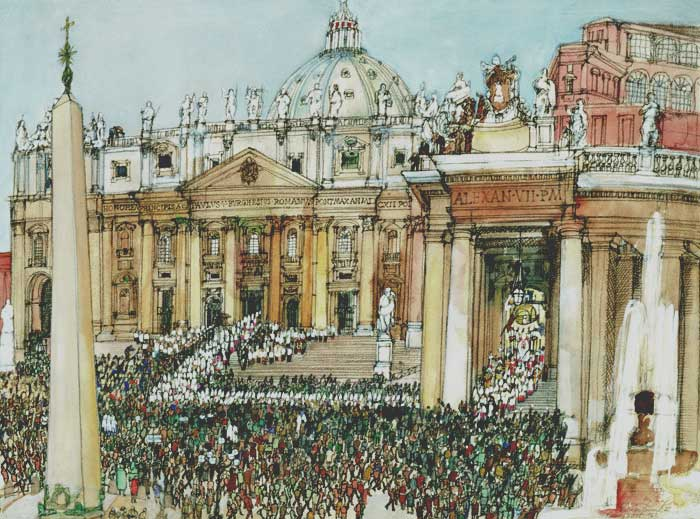
11 octobre : Vatican II.

- 11 octobre : le pape Jean XXIII ouvre le concile Vatican II à Saint-Pierre de Rome[137]. 2 778 ecclésiastiques participent aux débats parfois vifs entre une majorité ouverte à la réflexion et une minorité représentée par la Curie et les traditionalistes.
- 26 octobre : perquisition au siège du magazine allemand Der Spiegel et arrestation de ses principaux dirigeants, déclenchement de l’affaire dite du Spiegel[138].
- 28 octobre : référendum sur l’élection au suffrage universel du président de la République en France[128].
- 3-7 décembre : réunie à Paris, l’Assemblée de l’Union européenne occidentale se prononce en faveur d’une force nucléaire de l’OTAN[139].
- 10 décembre : l’Union soviétique propose l’installation sur son territoire de stations de détection automatique des phénomènes sismiques destinées au contrôle des essais nucléaires, les « boîtes noires »[140].
- 14 décembre : cabinet Adenauer V en RFA[141].
- 17 décembre : 
  - les entretiens entre les ministres des Affaires étrangères Schröder et Couve de Murville aboutissent à la conclusion d’un accord de principe entre la France et la RFA sur la coopération politique, militaire, économique et culturelle[142].
  - Constitution monégasque[143].
- 21 décembre : accords de Nassau (Bahamas) entre Kennedy et Macmillan sur la fourniture de missiles Polaris au Royaume-Uni ; la Grande-Bretagne accepte de placer sa force nucléaire sous le contrôle des États-Unis dans le cadre du projet de création d’une force nucléaire multilatérale (MLF)[144].
- 22 décembre : vague de froid en Europe (fin le 5 mars 1963)[145].

## Prix Nobel
- Le prix Nobel de littérature est attribué à l’américain John Steinbeck.
- Le prix Nobel de la paix est attribué à l’américain Linus Pauling.
- Le prix Nobel de chimie est attribué à John Kendrew et Max Perutz.
- Le prix Nobel de physique est attribué à Lev Davidovich Landau.

## Décès en 1962

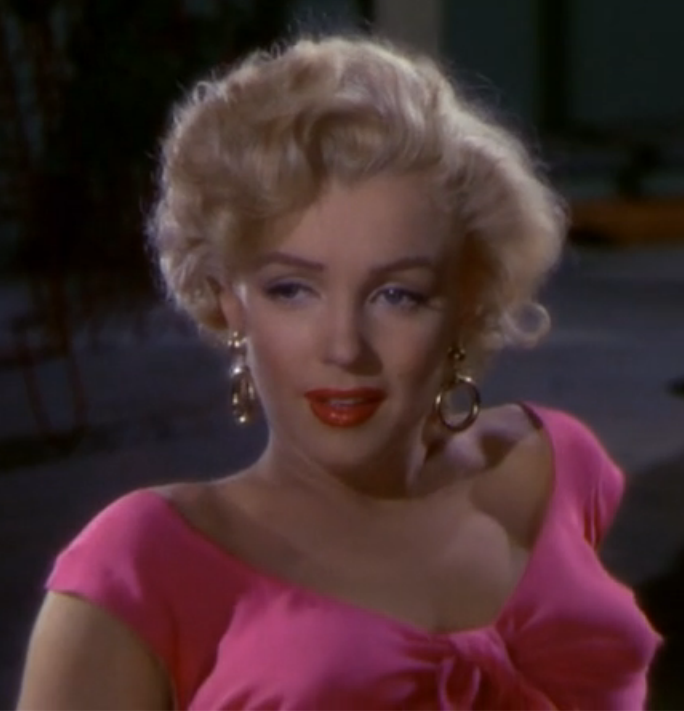
Marilyn Monroe.

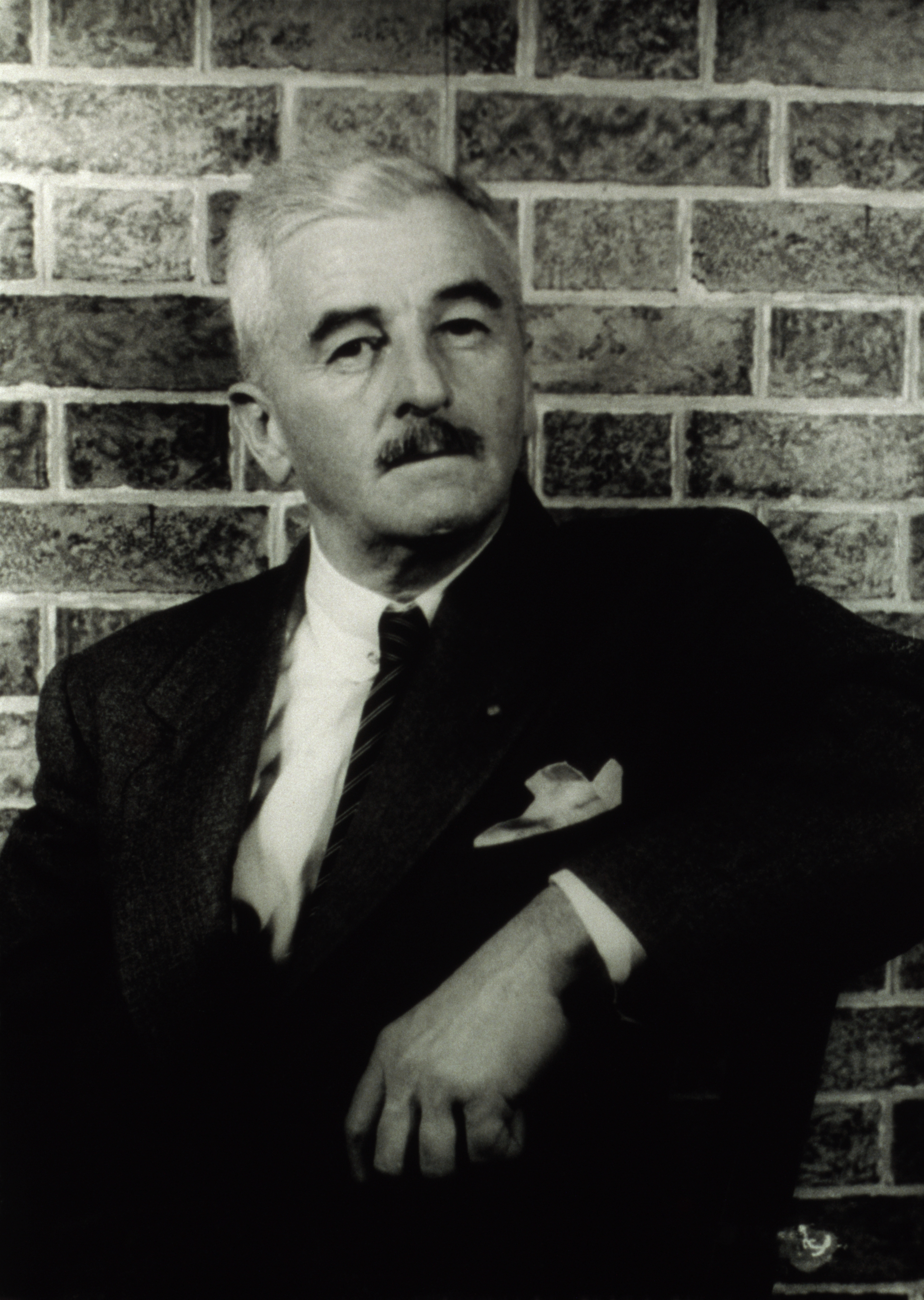
William Faulkner

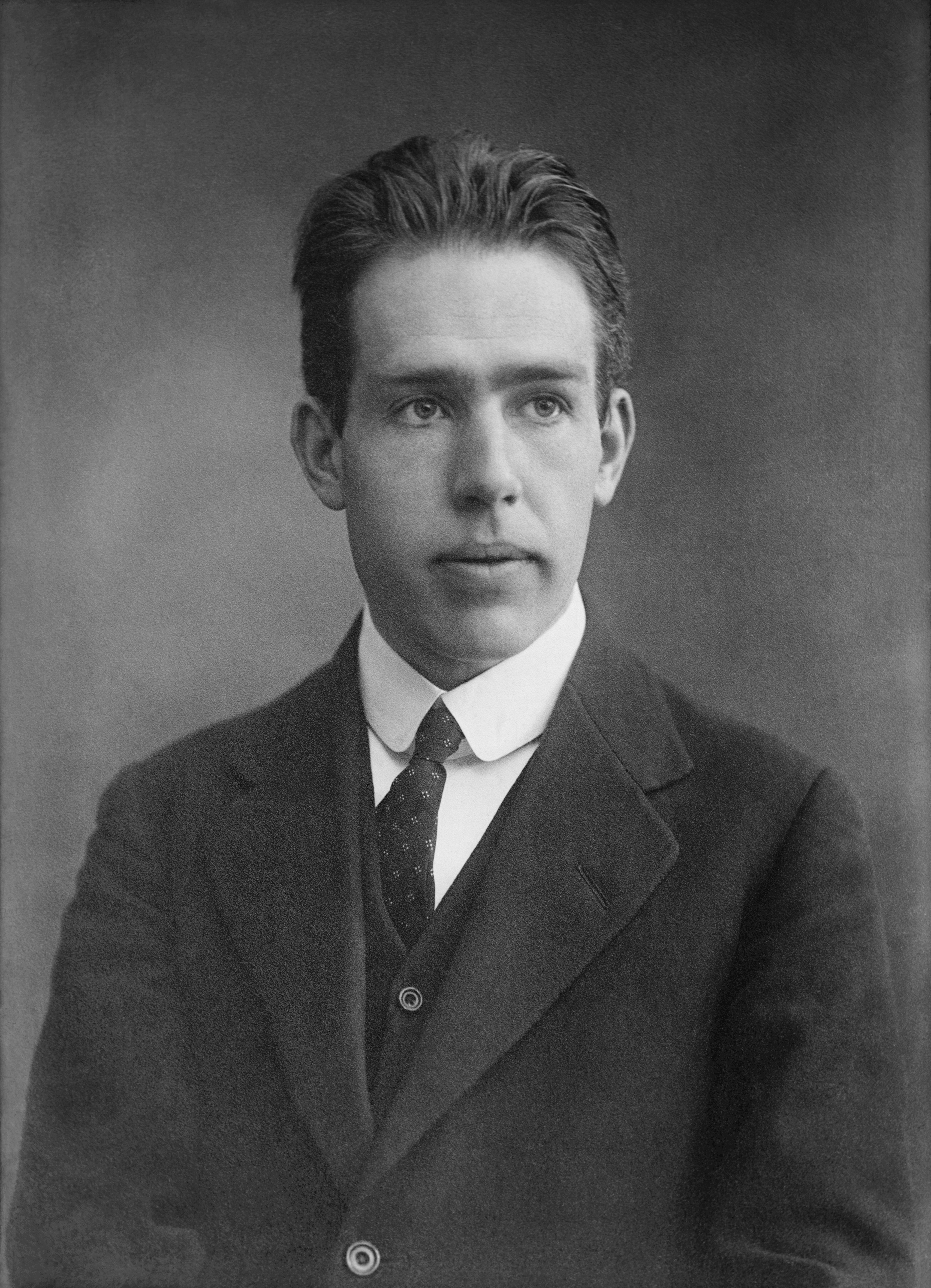
Niels Bohr

Personnalités majeures décédées en 1962
- 24 mars : Auguste Piccard (physicien, aéronaute et océanaute suisse)
- 10 avril : Michael Curtiz (cinéaste américain d'origine hongroise)
- 6 juin : Yves Klein (plasticien français)
- 6 juillet : William Faulkner (romancier américain)
- 9 juillet : Georges Bataille (écrivain français)
- 5 août : Marilyn Monroe (actrice américaine)
- 9 août : Hermann Hesse (écrivain suisse d'origine allemande)
- 28 septembre : Roger Nimier (écrivain français)
- 16 octobre : Gaston Bachelard (philosophe français)
- 18 novembre : Niels Bohr (physicien danois)
- 22 novembre : René Coty (homme politique français)
- 26 novembre : Albert Sarraut (homme politique français)
- 28 novembre : Wilhelmine (reine des Pays-Bas de 1890 à 1948)
- 15 décembre : Charles Laughton (acteur britannique naturalisé américain)